# سنت وینسنت ویتشد ارسکین
سنت وینسنت ویتشد ارسکین (St Vincent Whitshed Erskine) (زادهٔ ۱۸۴۶ – درگذشتهٔ ۱۹۱۸)، نقشه‌بردار ارشد آفریقای جنوبی، یکی از کاوشگر اولیه در گازالند و اولین کسی بود که از اروپا به رودخانه لیمپوپو سفر کرد و موفق شد، مسیر پایین این رودخانه را به سمت دهانه آن بپیماید.

## خانواده
ارسکین در ۷ فوریه ۱۸۴۶ در تاسمانی متولد شد. او پسر دوم سرهنگ ارجمند، دیوید ارسکین (پسر دیوید ارسکین، دومین بارون ارسکین از رستمورل) و همسر اولش آنه ماریا اسپود بود (که در۱۲ نوامبر۱۸۳۹ با او ازدواج کرد) آنه ماریا اسپود دختر جوزیا اسپود و نوه جوزیا اسپود بود. همسر دوم دیوید ارسکین، اما فلورنس مری هارفورد، دختر ناخدا چارلز جوزف هارفورد لنسر دوازدهم، بود. سنت وینسنت ارسکین در سال ۱۸۷۰ با آلیس لیندلی بوکانان، دختر پنجم دیوید دیل بوکانان و همسرش مری آن، ازدواج کرد. دیوید دیل بوکانان (زادهٔ ۱۸۱۹، درگذشتهٔ ۴ سپتامبر ۱۸۷۴ در کیپ تاون) بانی روزنامه «ناتال ویتنس» (روزنامه آفریقای جنوبی) بود. سنت وینسنت ارسکین و آلیس بوکانان صاحب شش فرزند بودند:
- چارلز هوارد ارسکین (زادهٔ ۱۸۷۱؛ درگذشتهٔ ۱۹۱۸) همسر میلدرد شارلوت گریت‌هد
- اکو املین ارسکین (زادهٔ ۱۸ نوامبر ۱۸۷۶، دفن‌شده در آرامگاه پیترماریتزبورگ کامرشال رود)
- گاینس ارسکین
- آیریس ارسکین، همسر فردریک تاونسند-مورلند
- ازمی نورس ارسکین (زادهٔ ۱۸۸۴، درگذشتهٔ ۱۹۶۲)، همسر الیزابت سوزان ماتیلدا ریندرز[۴] (درگذشتهٔ ۱۹۷۲)
- رنیرا ارسکین همسر پرسی گرنت دالتون

سنت وینسنت ارسکین از دوستان توماس باینس بود. باینس نقاشی سرشناس بود که در سال ۱۸۵۸ دیوید لیوینگستون را درسفرهای اکتشافی آفریقا در امتداد زامبزی همراهی کرد.
سنت وینسنت ارسکین در ۸ ژوئیه ۱۹۱۸ به دلیل ابتلا به آنفلوانزای اسپانیایی در ۷۲ سالگی درگذشت. او در آرامگاه میتلند در کیپ تاون دفن شده‌است. همسر او، آلیس ارسکین هم در تاریخ ۲۲ اکتبر ۱۹۲۲ در اویتنهاگ آفریقای جنوبی از دنیا رفت.

## سفرهای اکتشافی در آفریقا
سنت وینسنت ارسکین در سال‌های ۱۸۶۸ تا ۱۸۷۵ سفرهای اکتشافی متعددی در آفریقای جنوبی داشت؛ از ناتال به سمت شمال و گازالند و به سمت جنوب و دهانه رودخانه لیمپوپو. در گزارش ثبت‌شده از گازالند آمده‌است «احتمالاً سنت وینسنت دبلیو ارسکین اولین اروپایی است که بعد از جویندگان طلای پرتغالی در قرن شانزدهم، موفق شده تمام مناطق خشکی از ساحل سوفالا و منطقه‌ای میان رودخانه لیمپوپو و پانگوی را کاوش کند (۱۸۶۸–۱۸۷۵)» (گازالند نام قدیمی موزامبیک و زیمبابوه است که گستره آن از سمت شمال، از رودخانه کوماتی در خلیج دلاگوا در استان ماپوتوی موزامبیک تا رودخانه پانگوی در مرکز موزامبیک ادامه داشت).
گزارش چهار مورد از سفرهای سنت وینسنت ارسکین در نشریه انجمن سلطنتی جغرافیای لندن آمده‌است:
- سفر اکتشافی به دهانه رودخانه لیمپوپو، نوشته سنت وینسنت دبلیو ارسکین[۵]
- سفر به سرزمین اومزیلا، جنوب شرقی آفریقا در سال ۱۸۷۲–۱۸۷۱، نوشته آقای سنت وینسنت ارسکین، فرستاده ویژه فرمانداری ناتال به اومزیلا، پادشاه گاسا[۶]
- دو سفر آقای سنت وینسنت ارسکین به سرزمین گاسا در طول سال‌های ۱۸۷۳، ۱۸۷۴ و ۱۸۷۵.[۷]

## حرفه‌های بعدی
سنت وینسنت ارسکین به دنبالهٔ سفرهای اکتشافی‌اش، به عنوان نقشه‌بردار در استان‌های ناتال، ترنسفال و کیپ مشغول به فعالیت بود. او به همراه خانواده‌اش در کیپ تاون ساکن شد و در سال ۱۹۱۸ در همان‌جا درگذشت.